# Bonaventure (regionalna gmina hrabstwa)
Bonaventure – regionalna gmina hrabstwa (MRC) w regionie administracyjnym Gaspésie–Îles-de-la-Madeleine prowincji Quebec, w Kanadzie. Stolicą jest miejscowość New Carlisle. Składa się z 14 gmin: 3 miast, 7 gmin, 1 parafii, 2 kantonów i 1 terytorium niezorganizowanego.
Bonaventure ma 18 000 mieszkańców. Język francuski jest językiem ojczystym dla 84,7%, angielski dla 15,0% mieszkańców (2011).